# Nationalmonumentet MH17
Nationalmonumentet MH17 är ett minnesmärke i Park Vijfhuizen i Vijfhuizen i Nederländerna.
Det är ett monument över offren för den händelse den 17 juli 2014, då ett passagerarflygplan från Malaysian Airlines (Flight MH17) från Amsterdam till Kuala Lumpur sköts ned över östra Ukraina med en Buk-robot från ett fordonsbaserat ryskt luftvärnsbatteri. Detta avfyrades från ett av proryska separatister kontrollerat område och ledde till att samtliga 283 passagerare och 15 besättningsmedlemmar omkom.
Monumentet i parken i Vijfhuizen, nära flygplatsen Schiphol i kommunen Haarlemmermeer utanför Amsterdam, består av 298 planterade träd, ett för varje person som omkom. I parkens mitt är ett öppet område, där en 16 meter bred och fyra meter hög stålvägg är uppförd, med namnen på offren inskrivna. Denna skulpturvägg är ritad av Ronald Westerhuis.
Bygget av parken påbörjades hösten 2016 och stålväggen sattes på plats den 20 april 2017. Monumentet invigdes den 17 juli 2017, tre år efter flygningen.